# Sangalopsis ficifera
Sangalopsis ficifera là một loài bướm đêm trong họ Geometridae.